# Audesinde
Audesinde, en espagnol : Adosinda, active dans la seconde moitié du VIIIe siècle, est une princesse asturienne, reine des Asturies avec son époux Silo de 774 à 783.

## Biographie
Elle est la fille d’Alphonse Ier des Asturies et d'Ermesinde, fille de Pélage le Conquérant.
Elle épouse un aristocrate originaire de Pravia, Silo.
À la mort de son frère Fruela, elle devient tutrice de son neveu Alphonse, trop jeune pour régner. Elle le protège et participe activement à sa formation intellectuelle et religieuse en l’éloignant de la cour et en l’envoyant au monastère de Saint-Julien de Samos (province de Lugo).  
À la mort d'Aurelio en 768, cousin d'Audesinde, Silo devient roi des Asturies.  
À la mort de Silo en 783, sans descendance, Audesinde proclame roi son neveu Alphonse. Mais Mauregat, fils illégitime d’Alphonse Ier, réalise grâce au soutien de la noblesse un coup d’État, s'installant sur le trône et obligeant Alphonse à s’exiler en Alava. La cour devenant peu sûre pour elle, Audesinde entre dans les ordres au monastère de Saint-Jean de Pravia, fondé par Silo, le 26 novembre 783, date à partir de laquelle on perd sa trace.
Audesinde est enterrée avec son mari dans l’église préromane de Santianes de Pravia (Santianes).

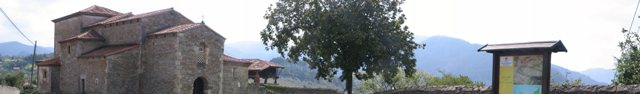
Église préromane de Santianes de Pravia.